# 2nd Stage
Albums par Taiyō to Ciscomoon / T&C Bomber
Taiyo & Ciscomoon 1
(1999) Taiyō to Ciscomoon / T&C Bomber Mega Best
(2008)
Singles
 2nd Stage  (écrit : 2nd STAGE) est un album du groupe de J-pop T&C Bomber, anciennement Taiyō to Ciscomoon, son deuxième album en tout.

## Présentation
L'album, écrit et produit par Tsunku, sort le 27 septembre 2000 au Japon sous le label zetima. Il atteint la 23e place du classement de l'Oricon, et reste classé pendant deux semaines. C'est le seul album sorti par le groupe sous le nom T&C Bomber, à la suite de son renommage de début d'année ; le précédent, Taiyo & Ciscomoon 1, avait été sorti un an auparavant sous le nom Taiyō to Ciscomoon. Il restera le dernier disque original du groupe, qui se séparera en fin d'année.
L'album contient les chansons-titres des trois derniers singles du groupe sortis dans l'année, deux de leurs "faces B", et six nouvelles chansons ; la chanson du single Marui Taiyō a cependant été ré-enregistrée pour l'album avec l'une des quatre membres qui était absente lors de la sortie du single, version à quatre qui avait déjà figurée sur la compilation du Hello! Project Petit Best ~Ki Ao Aka~ d'avril précédent.
La chanson inédite Yes! Shiawase sera reprise en 2006 par le groupe affilié °C-ute sur son album Cutie Queen Vol.1. Elle figurera à nouveau, avec les chansons des singles, sur la compilation Taiyō to Ciscomoon / T&C Bomber Mega Best qui sortira fin 2008.

## Liste des titres
| 1.  | Hey! Mahiru no Shinkirō (HEY!真昼の蜃気楼)                                | 8e single                     |  |
| 2.  | Be My Love (Be My LOVE)                                                   |                               |  |
| 3.  | Don't Stop Renaichū (DON'T STOP恋愛中)                                    | 7e single                     |  |
| 4.  | Ai no Kaisū (愛の回数)                                                    |                               |  |
| 5.  | Mata Yacchatta ~Shibuya de ALL no Hi~ (またやっちゃった～渋谷でALLの日～) |                               |  |
| 6.  | Marui Taiyō (4nin ver.) (丸い太陽) (4人ver.)                              | nouvelle version du 6e single |  |
| 7.  | Aisuru Hito e (愛する人へ)                                                |                               |  |
| 8.  | Office Love                                                               |                               |  |
| 9.  | Go Go Tokyo (ゴーゴー東京)                                                | "face B" du 7e single         |  |
| 10. | Kawaii Hito (かわいい男性)                                                | "face B" du 8e single         |  |
| 11. | Yes! Shiawase (YES!しあわせ)                                              |                               |  |